# پیتر فرانتس
پیتر اولریش فرانتس (به آلمانی: Peter Ulrich Frantz) (۲۴ ژوئیه ۱۹۱۷ – ۱۱ مارس ۲۰۰۱) نظامی آلمانی در دوره رایش سوم بود که در جریان جنگ جهانی دوم در ورماخت خدمت کرد.

## خدمت
پیتر فرانتس روز ۲۴ ژوئیه سال ۱۹۱۷ در لایپتسیش زاده شد. سال ۱۹۳۶ به عنوان نامزد افسری به هنگ ۴ توپخانه در درسدن پیوست و دو سال بعد به سلک افسران درآمد. با درجه ستوان دوم به هنگ توپخانه لشکر دوم زرهی غالباً با نیروهای اتریشی منتقل شد و با آغاز جنگ جهانی دوم، در نبرد لهستان در قرارگاه این هنگ خدمت کرد. سپس به دانشکده توپخانه یوتربوگ رفت و به عنوان فرمانده یک دسته در آتشبار ۶۴۰ اشتورم‌گشوتس در هنگ پیاده‌نظام گروس‌دویچلانت قرار گرفت. با این هنگ در نبرد فرانسه حضور یافت. بلافاصله پس از این کارزار به درجه ستوان یکم ترقیع گرفت.
از ماه ژوئن سال ۱۹۴۱، با یگانش به عنوان بخشی از لشکر هفتم زرهی در تهاجم به شوروی مشارکت داشت. فرانتس گروهان ۱۶ اشتورم‌گشوتس هنگ را فرماندهی می‌کرد. در جریان نبرد مسکو در ماه دسامبر همان سال رزم سنگینی را در اطراف تولا تجربه کرد. در عرض یک روز ۱۵ تانک دشمن را منهدم و از این بابت نشان عالی صلیب شوالیه صلیب آهنین را دریافت نمود. تا ماه مارس سال ۱۹۴۲ به فرماندهی یکی از آتشبارهای گردان اشتورم‌گشوتس در هنگ گروس‌دویچلانت ارتقا یافت.
روز ۱۴ مارس سال ۱۹۴۳، سروان فرانتس با مقاومت در برابر ضدحمله دشمن در ناحیه کورسک، در مقام فرماندهی گردان اشتورم‌گشوتس از لشکر پانتسرگرنادیِر گروس‌دویچلانت، ۴۳ تانک تی-۳۴ را منهدم کرد و در مواجهه با کمبود مهمات، حتی درخواست گلوله‌باران توپخانه علیه مواضع خود نمود. آدولف هیتلر شخصاً برگ‌های بلوط نشان صلیب شوالیه را روز ۱۴ آوریل سال ۱۹۴۳ به او اعطا کرد.
فرانتس تا سال ۱۹۴۴ با لشکر گروس‌دویچلانت بود سپس به دانشکده جنگ منتقل شد تا آموزش ستاد کل را ببیند. ماه اوت سال ۱۹۴۴ به درجه سرگرد ستاد ترفیع گرفت. مابقی جنگ را در ستاد یک سپاه در جبهه غربی خدمت کرد. ماه مه سال ۱۹۴۵ به اسارت نیروهای آمریکایی درآمد.

## نشان‌ها
- صلیب آهنین
  - درجه ۲: ستوان دوم - فرمانده دسته در گردان ۳ توپخانه در هنگ ۷۴ توپخانه: ۸ نوامبر ۱۹۳۹
  - درجه ۱: ستوان دوم - فرمانده دسته در در گروهان ۱۶ در گردان ۴ توپخانه در هنگ پیاده‌نظام گروس‌دویچلانت: ۳ ژوئیه ۱۹۴۰
- نشان عمومی تهاجم درجه ۱: افسر اداره ستاد هنگ پیاده‌نظام گروس‌دویچلانت: ۲۶ دسامبر ۱۹۴۰
- تقدیرنامه از فرمانده کل نیروی زمینی: فرمانده دسته در گردان ۳ در هنگ پیاده‌نظام گروس‌دویچلانت: ۲۱ اکتبر ۱۹۴۱
- صلیب آلمانی طلایی: ستوان یکم - فرمانده دسته در گردان ۳ در هنگ پیاده‌نظام گروس‌دویچلانت: ۱۹ ژانویه ۱۹۴۲
- صلیب شوالیه صلیب آهنین: هزار و شانزدهمین فرد - ستوان یکم - فرمانده گروهان ۱۶ در گردان ۳ هنگ پیاده‌نظام گروس‌دویچلانت: ۴ ژوئن ۱۹۴۲
  - برگ‌های بلوط: دویست و بیست و هشتمین فرد - ستوان یکم - فرمانده گردان اشتورم‌گشوتس در هنگ پیاده‌نظام گروس‌دویچلانت: ۱۴ آوریل ۱۹۴۳
- نشان زخم:
  - سیاه: فرمانده آتشبار در گردان اشتورم‌گشوتس در هنگ پیاده‌نظام گروس‌دویچلانت: ۸ ژوئیه ۱۹۴۲
  - نقره‌ای: فرمانده آتشبار در گردان اشتورم‌گشوتس در هنگ پیاده‌نظام گروس‌دویچلانت: ۲۹ سپتامبر ۱۹۴۲
  - طلایی: فرمانده گردان اشتورم‌گشوتس در هنگ پیاده‌نظام گروس‌دویچلانت: ۸ اکتبر ۱۹۴۳
- نشان رزم زمستانه در جبهه شرقی ۱۹۴۱/۱۹۴۲: فرمانده آتشبار در گردان اشتورم‌گشوتس در هنگ پیاده‌نظام گروس‌دویچلانت: ۲۵ ژوئیه ۱۹۴۲
- نشان سرآستین گروس‌دویچلانت: افسر ارشد تدارکات در ستاد سپاه ۴۱ زرهی: ۲۶ اوت ۱۹۴۴[۳]